# Соловьиха (Нижегородская область)
Соловьиха — деревня в составе Благовещенского сельсовета Воскресенского района Нижегородской области.
Располагается на правом берегу реки Ветлуги.

## Население
| 1999 | 2002 | 2010 |
| ---- | ---- | ---- |
| 44   | ↘36  | ↘28  |